# Брузелиус, Бернхард
 Бернхард Брузелиус  (швед. Bernhard Bruzelius) — шведский конькобежец. Участник чемпионатов мира и Европы по конькобежному спорту. Высшее достижение — 5-е место на чемпионате Европы-1893.

## Достижения
| турнир                            | дата                | город     | 500 м      | 1500 м       | 5000 м      | место |
| --------------------------------- | ------------------- | --------- | ---------- | ------------ | ----------- | ----- |
| 1-й чемпионат мира – многоборье   | 13 – 14 января 1893 | Амстердам | 55,0 (8/q) | 2.58,0 (5/q) | НФ          | Б/М   |
| 1-й чемпионат Европы – многоборье | 21 – 22 января 1893 | Берлин    | 57,4 (6/q) | 3.00,6 (6/q) | 10.39,4 (5) | (5)   |

## Ссылка
- Сайт SkateResults.com, анг.